# Курчатовський інститут
Національний дослідний центр «Курчатовський інститут» — один з найбільших наукових центрів Російської Федерації як за чисельністю, так і за широтою наукових інтересів і експериментальних можливостей не тільки в атомній науці і техніці, але і в різноманітних галузях фізики. До НДЦ «Курчатовський інститут» входять спеціалізовані інститути і науково-технічні комплекси.
Центр підпорядкований безпосередньо уряду Російської Федерації і не входить до складу Російської Академії наук і галузевих міністерств.

## Історія

### 1940-50-ті роки
Курчатовський інститут був заснований в 1943 році для вирішення завдань ядерної фізики і техніки з метою створення ядерної зброї.
12 квітня 1943 віце-президент Академії наук СРСР академік Олександр Байков підписав розпорядження про створення під керівництвом Ігоря Курчатова Лабораторії № 2, що перетворилася згодом на Інститут атомної енергії (ІАЕ). У 1960 році після смерті Курчатова інститут отримав ім'я свого першого керівника.
Лабораторія № 2, яка 5 лютого 1944 отримала права інституту, близько року розміщувалася в тимчасово виділеному їй приміщенні на Пижевському провулку, а з весни 1944 року почала працювати на новій великій території на північно-західній околиці Москви. Ігорю Курчатову, що очолив роботи з уранового проєкту, були надані широкі повноваження щодо залучення інститутів, конструкторських бюро і заводів, необхідних фахівців з діючої армії або з військових заводів. Він збирав навколо себе найкращі наукові сили країни. З самого початку були залучені видатні фізики, математики, здібні молоді вчені, технологи та конструктори. Основу колективу склали фізики, що працювали в Ленінградському фізико-технічному інституті — учні Абрама Йоффе.
Вже в 1944 році в Лабораторії № 2 був побудований і введений в дію циклотрон, що дозволив, опромінюючи нейтронами уран, накопичити індикаторні кількості нового, не існуючого в природі елемента — плутонію, основного металу для ядерного заряду.
У 1946 році в інституті було введено в дію уран-графітовий ядерний реактор, у 1949 році створена атомна, а в 1953 році — термоядерна бомба.
29 серпня 1949 на Семипалатинському випробувальному полігоні був підірваний перший радянський ядерний заряд. Таким чином, під науковим керівництвом Ігоря Курчатова був створений ядерний щит СРСР. Відтоді наукова спрямованість робіт Лабораторії № 2, що мала на той час назву Лабораторії вимірювальних приладів Академії наук СРСР, почала змінюватися від проблем ядерної зброї до ширшого спектру досліджень з багатьох питань атомної науки і техніки.
27 червня 1954 під керівництвом Курчатова відбувся запуск першої АЕС, що будувалася в Обнінську на базі Фізико-енергетичного інституту. Це була перша промислова АЕС, включена до енергосистеми країни, і день її запуску по праву вважається днем народження атомної енергетики.

### 1990-2000-ні роки
У 1991 році ІАЕ імені І. В. Курчатова трансформувався у РНЦ «Курчатовський інститут» — перший державний національний науковий центр Росії. За роки свого існування РНЦ «Курчатовський інститут» перетворився на багатопрофільний науково-дослідний центр національного масштабу з розвиненою експериментальною базою, що має у своєму складі ядерні реактори і критичні стенди, установки для термоядерного синтезу і плазмових технологій, прискорювальні комплекси, кластерну технологічну лінію для мікроелектроніки тощо.
В інституті створено перше в країні спеціалізоване джерело синхротронного випромінювання, яке разом з нейтронним реактором ІР-8 стало основою для розгортання робіт в галузі нанотехнологій та радіаційного матеріалознавства.
Діапазон наукових досліджень РНЦ «Курчатовський інститут» дуже широкий: від космічних систем до теорії елементарних частинок і процесів, що відбуваються при зіткненні атомів і молекул, від розробки і створення сучасного хімічного лазера до наукового керівництва проєктуванням АЕС, атомного підводного човна і криголама, від проблем атомно-водневої енергетики стосовно задач металургії та нафтопереробної промисловості до відкриття нового способу отримання плівок зі штучного алмаза, від великомасштабних експериментів з керованого термоядерного синтезу до фізичних експериментів у діапазоні випромінювань від інфрачервоного до м'якого рентгенівського на спеціалізованому джерелі синхротронного випромінювання.
У 1999 році з ініціативи керівників РНЦ «Курчатовський інститут» академіків Євгена Веліхова та Олександра Румянцева було ухвалено рішення організувати Курчатовський центр синхротронних досліджень (КЦСД). Колективу КЦСД вдалося успішно завершити реалізацію масштабного науково-технічного проєкту з розробки і створення комплексу унікального науково-дослідницького обладнання — експериментальних станцій на пучках першого в Росії спеціалізованого джерела синхротронного випромінювання. Реалізація цього проєкту — серйозний внесок у розвиток експериментальної і технологічної бази Росії для проведення досліджень в галузі фундаментальних наук, матеріалознавства, нанобіотехнології, молекулярної біології, медицини.
З 2001 року інститут бере участь у Міжнародному проєкті МАГАТЕ з інноваційних ядерних реакторів і паливних циклів — ІНПРО, створеному за ініціативи президента Росії, висунутої на Саміті тисячоліття в ООН 6 вересня 2000 року. Членами ІНПРО стали вже близько 30 країн світу. РНЦ «Курчатовський інститут» виконує функції головної наукової організації від Росії.
У листопаді 2006 року представниками Індії, Китаю, Росії, США, Південної Кореї, Японії та Євросоюзу була підписана Угода про утворення Міжнародної організації зі здійснення проєкту будівництва Міжнародного термоядерного експериментального реактора (ITER). В основу першого термоядерного реактора ITER покладено розроблену в ІАЕ систему «токамак». Будівництво розраховане на 10 років. ITER стане найбільшою у світі експериментальною установкою для демонстрації наукової і технічної можливості термоядерної енергетики.

## Сучасність
Сьогоднішня робота курчатовців — аналіз ролі і вироблення «вигляду» ядерної енергетики майбутнього на глобальному та регіональному рівнях з урахуванням ресурсних та інших обмежень. Найважливіше стратегічне завдання РНЦ «Курчатовський інститут» — розвиток перспективної атомної енергетики, яка відповідає вимогам сталого розвитку суспільства.
28 квітня 2008 президент РФ Володимир Путін підписав Указ «Про пілотний проєкт зі створення національного дослідницького центру „Курчатовський інститут“». Указом встановлено, що національний дослідницький центр «Курчатовський інститут» створюється для прискореного впровадження у виробництво наукових розробок, проведення повного інноваційного циклу науково-дослідних і дослідно-конструкторських робіт, включаючи створення промислових зразків, за пріоритетними напрямами розвитку науки, технологій і техніки в Російській Федерації: «Індустрія наносистем і матеріалів» і «Енергетика та енергозбереження», здійснення координації наукової діяльності з реалізації президентської ініціативи «Стратегія розвитку наноіндустрії», вироблення принципів побудови і функціонування національних дослідницьких центрів.
Згідно з Розпорядженням Уряду РФ від 14 грудня 2009 року у виконання Указу Президента Російської Федерації від 30 вересня 2009 року «Про додаткові заходи щодо реалізації пілотного проєкту по створенню національного дослідницького центру „Курчатовський інститут“», федеральну державну установу РНЦ «Курчатовський інститут» віднесено до ведення Уряду Російської Федерації.
Згідно з федеральним законом "Про національний дослідний центр «Курчатовський інститут» № 220, підписаним Президентом РФ 27 липня 2010, інститут реорганізовано і створено Національний дослідний центр «Курчатовський інститут».

## Структура

### Агентства
- Агентство з атомної енергетики і перспективним енергетичним технологіям
- Агентство з інформаційних технологій та систем
- Агентство з нанотехнологіями і наноматеріалам
- Агентство з ядерної медицини
- Агентство з термоядерного синтезу
- Агентство з технологій і розробок подвійного призначення
- Агентство з фундаментальних досліджень і міжнародним мегапроєкту

### Інститути
- Інститут водневої енергетики і плазмових технологій (директор: Фатєєв В. М.)
- Інститут інноваційної енергетики (директор: Кузнєцов В. П.)
- Інститут інформаційних технологій (директор: Александров П. А.)
- Інститут інформаційних систем (директор: Солдатов А. А.)
- Інститут когнітивних досліджень (директор: член-кореспондент РАН Величковський Б. М.)
- Інститут мікротехнології (директор: академік РАН Бетелін В. Б.)
- Інститут молекулярної фізики (директор: член-кореспондент РАН Панченко В. Я.)
- Інститут загальної та ядерної фізики (директор: Коршенінніков А. А.)
- Інститут прикладної хімічної фізики (директор: Зарецький Н. П.)
- Інститут проблем безпечного використання ядерної енергії (директор: Цурик Д. Ф.)
- Інститут реакторних матеріалів і технологій (директор: Гурович Б. А.)
- Інститут надпровідності і фізики твердого тіла (директор: Знаменський Н. В.)
- Інститут фізики стохастичних структур (директор: академік РАН Фрідман А. М.)
- Інститут ядерного синтезу (директор: академік РАН Смирнов В. П.)
- Інститут ядерних реакторів (директор: Семченков Ю. М.)

### Науково-технологічні комплекси наукового центру
- Агентство ІТЕР (директор: Красильников А. В.)
- Науково-технологічний комплекс «Курчатовський центр синхротронного випромінювання і нанотехнологій» (Директор: член-кореспондент РАН Ковальчук М. В.)
- Науково-технологічний комплекс «Реабілітація» (директор: Семенов С. Г.)
- Науково-технологічний комплекс «Електроніка» (директор: Яковлєв Г. В.)
- Управління з нерозповсюдження ядерних матеріалів і технологій (начальник управління: Варнавін А. П.)

## Інтернет
З Курчатовського інституту почалася історія радянського, а потім і російського інтернету (рунету). 1 серпня 1990 року на базі Курчатовського інституту була заснована комп'ютерна мережа «Релком» — у цей день компанія «Релком», спільно з компанією «Демос» об'єднала кілька своїх мереж на території СРСР в одну. У цьому ж місяці відбулися перші сеанси зв'язку комп'ютерної радянської мережі з міжнародною по телефонному каналу. А 19 вересня 1990 року був зареєстрований домен .su (англ. Soviet Union — Радянський Союз).

## Самопіар у Вікіпедії
З IP-адрес Курчатовського інституту систематично вносяться правки відверто хвалебного характеру в статтю Вікіпедії, присвячену його директору Михайлові Ковальчуку.